# Trois pièces pour piano
Trois pièces pour piano (Frans: Drie stukjes voor piano) op. 49 is een driedelige compositie uit 1933 voor piano van de Franse componist Albert Roussel. Het is Roussels laatste compositie voor piano. Zoals gebruikelijk voor Roussel droeg hij de compositie op aan de eerste uitvoerder, in dit geval de Franse pianist Robert Casadesus, die speelde in de École normale. Het eerste deel, Allegro con brio, heeft een sterk ritmisch karakter en energieke lijnen die zich niet echt tot een melodie ontwikkelen. Het tweede deel is een gracieuze wals. Het derde deel Allegro con spirito is een uitbundig deel met sterke ritmische uitspattingen. De middensectie van het deel is lyrischer en meer teder.

## Delen
1. Allegro con brio
2. Allegro grazioso
3. Allegro con spirito